# Starlight (bande dessinée)
Pour les articles homonymes, voir Starlight.
Starlight est une série de bande dessinée française de science-fiction.
- Scénario : Giovanni Gualdoni
- Dessins : Alberto Ponticelli
- Couleurs : Davide Turotti

## Albums
- Tome 1 : La voie du crime est pavée de plomb (2004)

## Publication

### Éditeurs
- Delcourt (Collection Neopolis) : Tome 1 (première édition du tome 1).